# Bundestagswahlkreis Steinburg
Der Wahlkreis Steinburg war ein Bundestagswahlkreis in Schleswig-Holstein und umfasste zuletzt das Gebiet des Kreises Steinburg und die zum Kreis Süderdithmarschen gehörigen Gemeinden Averlak, Behmhusen, Blangenmoor-Lehe, Brunsbüttel, Brunsbüttelkoog, Dingen, Eddelak, Mühlenstraßen, Osterbelmhusen, Ostermoor, Westerbelmhusen und Westerbüttel. Außerdem gehörten zum Wahlkreis die zum damaligen Kreis Rendsburg gehörigen Gemeinden Aasbüttel, Agethorst, Beldorf, Bendorf, Besdorf, Bokelrehm, Bokhorst, Bornholt, Gribbohm, Holstenniendorf, Nienbüttel, Nutteln, Oldenborstel, Puls, Schenefeld, Siezbüttel, Thaden, Vaale, Vaalermoor, Wacken und Warringholz.

## Geschichte
Der Wahlkreis Steinburg hatte die Wahlkreisnummer 11. Das Gebiet des Wahlkreises bestand für die Bundestagswahlen 1949 bis 1961 unverändert. Vor der Bundestagswahl 1965 wurde der Wahlkreis um das gesamte Gebiet des Kreises Süderdithmarschen erweitert und so als Wahlkreis Steinburg - Süderdithmarschen neu gebildet.

## Abgeordnete
Direkt gewählte Abgeordnete des Wahlkreises Steinburg waren
| Jahr | Name                    | Partei | Anteil der Erststimmen |
| ---- | ----------------------- | ------ | ---------------------- |
| 1961 | Ernst Engelbrecht-Greve | CDU    | 41,3 %                 |
| 1957 | Ernst Engelbrecht-Greve | CDU    | 46,6 %                 |
| 1953 | Ernst Engelbrecht-Greve | CDU    | 38,4 %                 |
| 1949 | Willi Steinhörster      | SPD    | 36,5 %                 |